# Ella Byström
Ella Byström, född 10 juni 1889 i Åmål, död 26 januari 1969 i Lidingö, var en svensk författare och översättare.
Ella Byström var 1916–1944 anställd vid Försäkrings AB Heimdall.
"Novellistisk medarbetare i Hvar 8 Dag 1911–1922 under pseudonymen Lenie Hall." (Svenskt författarlexikon. 1900–1940). Hennes pjäser var huvudsakligen enaktare tänkta för amatörteaterbruk.
Byström var dotter till översten Axel Herman Byström och Ellen Söderberg. Hon gifte sig 1937 med intendenten vid Nordiska museet Arvid Bæckström (1881–1964). Hon finns representerad med en bok vid Nationalmuseum. Makarna Bæckström är begravda på Lidingö kyrkogård.

### Översättningar
- King, Mary (1942). Flickan vid oljekällan : roman. Stockholm: Natur och kultur. Libris 1417542
- Walker, Mildred (1939). En läkares hustru : roman. Stockholm: Natur och kultur. Libris 1381087
- Walker, Mildred (1941). De stora bryggarhästarna : roman. Stockholm: Natur och kultur. Libris 1421966
- Webster, Jean (1920). Hemligheten på Four-Pools. Stockholm: Skoglund. Libris 1660650
- Webster, Jean (1916). Pappa Långben : historien om en amerikansk flicka. Stockholm: Åhlén & Åkerlund. Libris 1660651
- Webster, Jean (1919). "Patty". Stockholm: Skoglund. Libris 1660652
- Webster, Jean (1921). Patty och Priscilla. Stockholm: Skoglund. Libris 1484218
- Webster, Jean (1921). Pattys skoltid. Stockholm: Holmquists boktr. Libris 1484220
- Webster, Jean (1918). Unge Jerry. Stockholm: Skoglund. Libris 1660654
- Webster, Jean (1918). Veteprinsessan. Stockholm: Skoglund. Libris 1660655